# Annouville-Vilmesnil
Annouville-Vilmesnil ist eine französische Gemeinde mit 449 Einwohnern (Stand: 1. Januar 2022) im Département Seine-Maritime in der Region Normandie. Sie gehört zum Arrondissement  Le Havre und zum Kanton Saint-Romain-de-Colbosc (bis 2015: Kanton Goderville).

## Geographie
Annouville-Vilmesnil liegt etwa 31 Kilometer nordöstlich von Le Havre. Umgeben wird Annouville-Vilmesnil von den Nachbargemeinden Bec-de-Mortagne im Norden, Daubeuf-Serville im Osten und Nordosten, Angerville-Bailleul im Osten und Südosten, Grainville-Ymauville im Süden und Südwesten, Bretteville-du-Grand-Caux im Westen und Südwesten sowie Mentheville im Nordwesten. 

## Bevölkerungsentwicklung

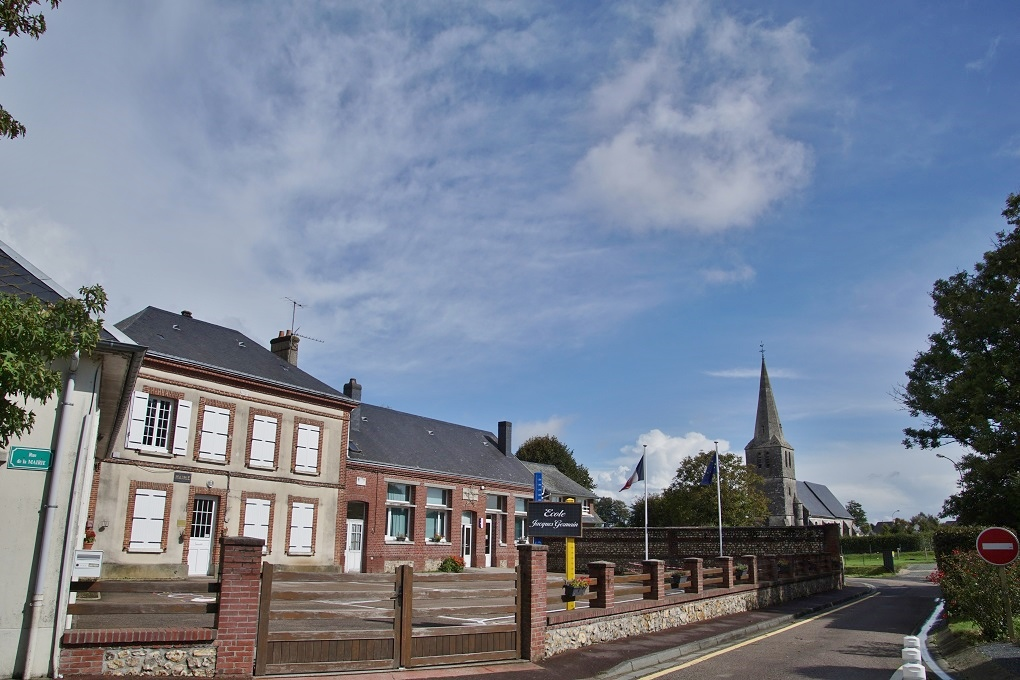
Ortsbild

| Jahr                      | 1962 | 1968 | 1975 | 1982 | 1990 | 1999 | 2006 | 2013 |
| Einwohner                 | 291  | 290  | 355  | 356  | 405  | 385  | 404  | 549  |
| Quelle: Cassini und INSEE |      |      |      |      |      |      |      |      |

## Sehenswürdigkeiten
- Kirche Saint-Germain aus dem 13. Jahrhundert
- Wasserturm